# Washington megye (New York)
Washington megye az Amerikai Egyesült Államokban, azon belül New York államban található. Megyeszékhelye Fort Edward, legnagyobb városa Kingsbury. Lakosainak száma 61 302 fő (2020. április 1.). Washington megye Addison, Bennington, Rutland, Essex, Warren, Saratoga és Rensselaer megyékkel határos.

## Népesség
A megye népességének változása:
| Lakosok száma | 61 042 | 62 753 | 63 321 | 63 363 | 63 331 | 63 093 | 62 230 | 61 302 |
|               | 2000   | 2009   | 2010   | 2011   | 2012   | 2013   | 2015   | 2020   |